# Dileep Rao
Dileep A. Rao (Los Angeles, 29 juli 1973) is een Amerikaans acteur.

## Levensloop
Rao werd geboren in Los Angeles en is van Indiase afkomst. Zijn vader was een ingenieur en zijn moeder natuurkundige. Hij groeide op in Yanbu in Saoedi-Arabië en de Amerikaanse steden Denver en Claremont.
Hij studeerde af aan de Claremont High School en de Universiteit van Californië, San Diego, met een Bachelor of Arts en ontving later een Master of Fine Arts van het American Conservatory Theater in San Francisco, waar Anna Belknap en Elizabeth Banks tot zijn klas behoorden. Rao's eerste rol na zijn afstuderen was in het toneelstuk Indian Ink van Tom Stoppard.
Na gastoptredens in de televisieserie Standoff en Brothers & Sisters volgde in 2009 zijn eerste grote rol als Rham Jas in Sam Raimi's horrorfilm Drag Me to Hell. Hij werd bij een groter publiek bekend door zijn bijrollen in de sciencefictionfilm Avatar van James Cameron en de sciencefictionfilm Inception van Christopher Nolan.

## Prijzen en nominaties
| Jaar | Prijs                 | Categorie                    | Werk      | Uitslag     |
| ---- | --------------------- | ---------------------------- | --------- | ----------- |
| 2011 | People's Choice Award | Favoriete team op het scherm | Inception | Genomineerd |